# Pirlimpimpim 2
Pirlimpimpim 2 é a continuação do especial de mesmo nome exibido pela Rede Globo em 12 de outubro de 1982, para promover o LP "Pirlimpimpim", com os temas dos personagens da série Sítio do Pica-Pau Amarelo. Foi dirigido por Paulo Netto e Augusto Cesar Vanucci e exibido exatos dois anos após o original.

## História
Aretha volta para o Sitio do Picapau  amarelo e não encontra os personagens, apenas os Besouros. Os Besouros avisam-a que a turma do Sitio está toda no Circo Espacial da Emília. Lá ela descobre que Emília é constantemente sabotada pela Cuca que sonha em roubar o Circo Espacial para ela e assim só teriam shows da Cuca nele.

## Elenco
- Guilherme Arantes ... São Jorge
- Nelson Camargo ...  Monteiro Lobato
- Chaguinha
- Baby Consuelo ...  Emília
- Mariana Couto
- Sandra de Sá   ... Cuca (Chave do Tamanho)
- Genivaldo dos Santos ...  Saci Pererê
- Gretchen   ... Cuca Rumbeira[1]
- Marinela Graça Mello ...  Narizinho
- Ricardo Graça Mello ... Espelho
- Herbert Richers Jr. ...  Visconde de Sabugosa
- Cacá Silveira ...  Besouro
- Gabriel Vanucci ...  Pedrinho
- Ronaldo Resedá ... Pequeno Polegar

## Trilha Sonora
Lançada em 1984.
Som Livre 403.6312
1. Circo Pirado (Paulo Leminski, Guilherme Arantes)
2. Xixi nas estrelas (Paulo Leminski, Guilherme Arantes)
3. Milongueira da Sierra Pelada (Paulo Leminski, Guilherme Arantes)
4. Cadê Vocês? (Paulo Leminski, Guilherme Arantes)
5. Xote fox trot (Guilherme Arantes)
6. Frevo Palhaço (Paulo Leminski, Guilherme Arantes)
7. O prazer do poder (Paulo Leminski, Guilherme Arantes)
8. Coração de Vidro (Paulo Leminski, Guilherme Arantes)
9. Ninguém brilha só (Paulo Leminski, Guilherme Arantes)
10. Viva a vitamina (Paulo Leminski, Guilherme Arantes)

## Produção
- O ator, cantor e bailarino Ronaldo Resedá  momentos antes de gravar sua participação no quadro da Carochinha,teve um mal-súbito, sendo substituído por um dançarino que aparece em efeito Chroma Key na mão de Marinela Graça Melo - esse especial foi dedicado em sua memória.